# 애니콜 오즈 옴니아
애니콜 오즈 옴니아(Anycall OZ Omnia)는 삼성전자가 2009년 12월 9일에 출시한 스마트폰이다. 최초로 윈도우모바일6.5를 기본탑재하였다.애니콜 T*옴니아 II와의 차이점은 LG유플러스의 통신 환경에 맞게 CDMA EV-DO를 지원하며 USIM 카드 슬롯이 없고, 본체 디자인도 약간 다르다는 점이다.

## 같이 보기
- 삼성 옴니아 II
- 애니콜 T*옴니아 II
- 애니콜 쇼 옴니아